# (3855) Pasasymphonia
(3855) Pasasymphonia es un asteroide perteneciente al cinturón de asteroides, descubierto el 4 de julio de 1986 por Eleanor F. Helin desde el Observatorio del Monte Palomar, Estados Unidos.

## Designación y nombre
Designado provisionalmente como 1986 NF1. Fue nombrado Pasasymphonia en homenaje al 60 aniversario de la orquesta californiana “Pasadena Symphony”.